# Soldeu
Soldeu è un villaggio di Andorra, il più orientale della parrocchia di Canillo che sorge sulla sponda nord del fiume Valira d'Oriente con 998 abitanti (dato 2010).
La vita del villaggio gira intorno ai suoi impianti sciistici, i più importanti di tutti i Pirenei. Gli impianti possono essere raggiunti da Encamp, Canillo, El Tarter, Grau Roig, Pas de la Casa e Porte des Neiges. La scuola sciistica di Soldeu ha un gran numero di istruttori di primo livello e ha vinto diversi premi internazionali.
Il villaggio si trova a 1710 m s.l.m. mentre la cima degli impianti è a 2580 m. Nel villaggio si trovano una grande quantità di ristoranti e negozi di attrezzature sportive per sci e snowboard, dedicate ai numerosi turisti.
Il comprensorio ha ospitato gare valide per la Coppa del Mondo di sci alpino: due eventi nel 2012 e due nel 2016, tutti femminili, nel 2019 le finali con nove eventi, ed si è candidato ad ospitare i mondiali 2029, poi assegnati a Narvik.